# Masque (ProjeKct Three)
Maque è un album realizzato dal ProjeKct Three, progetto parallelo dei King Crimson, nel 1999.

## Il disco
Questo album fa parte del cofanetto The ProjeKcts, che documenta l'attività live dei 4 progetti paralleli dei King Crimson.
Il materiale originale fu registrato nel Marzo 1999 durante un tour di 3 notti nella città di Antones, Texas, e poi preparato da Par Mastelotto per l'album.
La stessa sessione ha fornito il materiale per il successivo Live in Austin,TX.
Le note del cofanetto suggeriscono di ascoltare le tracce in ordine casuale, per "continuare l'improvvisazione".

## Tracce
Tutte le tracce sono state scritte dal ProjeKct Three
1. Masque 1 – 5:40
2. Masque 2 – 3:13
3. Masque 3 – 6:17
4. Masque 4 – 3:10
5. Masque 5 – 3:19
6. Masque 6 – 0:45
7. Masque 7 – 3:21
8. Masque 8 – 4:26
9. Masque 9 – 2:44
10. Masque 10 – 6:13
11. Masque 11 – 6:26
12. Masque 12 – 3:51
13. Masque 13 – 5:14

## Formazione
- Robert Fripp - chitarra
- Trey Gunn - warr guitar
- Pat Mastelotto - batteria elettronica